# Astragalus wrightii
Astragalus wrightii är en ärtväxtart som beskrevs av Asa Gray. Astragalus wrightii ingår i släktet vedlar, och familjen ärtväxter. Inga underarter finns listade i Catalogue of Life.